# Porno for Pyros (album)
Porno for Pyros è il primo album dei Porno for Pyros, pubblicato nel 1993 dalla Warner Bros.
È stato registrato e missato ai Crystal Studios di Los Angeles, prodotto da Matt Hyde e Perry Farrell, arrangiato e missato da Matt Hyde, e il mastering è di Chris Bellman dei Bernie Grundman Studios.

## Tracce
1. Sadness – 2:33
2. Porno for Pyros – 3:06
3. Meija – 3:13
4. Cursed Female – 3:24
5. Cursed Male – 3:50
6. Pets – 3:36
7. Bad Shit – 2:58
8. Packin' .25 – 4:08
9. Black Girlfriend – 4:33
10. Blood Rag – 3:29
11. Orgasm – 4:27

- tutte le tracce sono state scritte dai Porno for Pyros.

## Formazione
- Perry Farrell - voce
- Peter DiStefano - chitarra
- Martyn LeNoble - basso
- Stephen Perkins - batteria